# Gerygone
Gerygone é um género de ave da família Pardalotidae.
Este género contém as seguintes espécies:
- Gerygone albofrontata
- Gerygone chloronota
- Gerygone chrysogaster
- Gerygone cinerea
- Gerygone dorsalis
- Gerygone flavolateralis
- Gerygone fusca
- Gerygone hypoxantha
- Gerygone igata
- Gerygone inornata
- Gerygone insularis
- Gerygone levigaster
- Gerygone modesta
- Gerygone olivacea
- Gerygone palpebrosa
- Gerygone ruficollis
- Gerygone sulphurea
- Gerygone tenebrosa
- Brown Gerygone
- Large-billed Gerygone